# Nagykarácsony (film)
A Nagykarácsony 2021-es magyar romantikus film, amit Tiszeker Dániel rendezett. A főbb szerepekben Ötvös András, Zsigmond Emőke, Rujder Vivien, Pokorny Lia, Scherer Péter és Szabó Kimmel Tamás látható.
Magyarországon 2021. november 25-én mutatták be a mozikban.

## Cselekmény
Arnold (Ötvös András), a hősként ünnepelt tűzoltó élete egyszerre darabjaira hullik, amikor balesetet szenved leánykérés közben. Nemcsak barátnőjét veszíti el, hanem súlyos tériszony alakul ki nála, amely miatt képtelenné válik ellátni tűzoltói kötelességeit. A tűzoltóparancsnok a karácsonyi vásárra küldi, ahol megismerkedik a kedves, fiatal tanítónővel, Eszterrel (Zsigmond Emőke), aki éppen a karácsonyi ünnepségre próbál a gyerekekkel. Mikor úgy tűnik, hogy veszélybe kerül az ünnepség, Arnold nem hagyja magára Esztert, hanem segít neki, hogy megvalósuljon az ünnep. Közben Eszter, aki színházi súgóként is tevékenykedik, segít Arnoldnak legyőzni a tériszonyát. Feltűnik eközben Arnold ex-barátnője is, aki újra szeretné kezdeni a férfival, a tűzoltóparancsnok pedig tűzoltóvizsgára küldi Arnoldot, amelynek időpontja egybeesik az ünnepséggel, így a tűzoltónak el kell dönteni, hogy a karrierje-e a fontosabb számára, vagy hogy Eszterrel legyen ezen a fontos napon. 

## Szereplők
- Arnold – Ötvös András
- Eszter – Zsigmond Emőke
- Pali – Scherer Péter
- Lilla – Pokorny Lia
- Zsófi – Rujder Vivien
- önmaga – Szabó Kimmel Tamás
- Gyula – Szerednyey Béla
- Áron – Orosz Ákos
- Zoltán – Egger Géza
- Beni – Dékány Barnabás
- Tűzoltóparancsnok – Csuja Imre
- Ilike – Hernádi Judit
- Öngyilkosjelölt – Mészáros Máté
- Gréta – Hartai Petra
- Marci apukája – Trill Zsolt
- Marci anyukája – Szűcs Nelli
- Hanna anyukája – Berentz Anna
- Ottó anyukája – Waskovics Andrea
- Ottó apukája – Telekes Péter
- Szamár anyukája – Gonda Kata
- Szamár apukája – Kenderes Csaba
- Angyal anyukája – Meggyes Krisztina
- Fanni – Gyöngy Zsuzsa
- Vizsgabiztos – Némedi Árpád
- Pizzafutár – Katona Péter Dániel
- Pultos lány – Bakonyi Alexa
- Pultos lány pasija – Ódor Kristóf
- Utcazenész – Hangácsi Márton
- Csak egyszer élsz narrátor – Galambos Péter
- Természetfilm narrátor – Dunai Tamás
- Gézu – Hárs Benjamin
- Panni – Somfai Eper
- Mária 1 – Molnos Anna
- József 1 – Terék Simon
- Szamár – Haffner-Varasdy János
- Angyal 1 – Tóth Hanna
- Angyal 2 – Koncz Emily
- Heródes 1 – Engard Emil
- Heródes 2 – Kelemen Gáspár
- Gáspár 1 – Kovács Kristóf
- Gáspár 2 – Tóth Mátyás
- Menyhért 1 – Bagi Marcell
- Menyhért 2 – Kócsó Bertin
- Boldizsár – Stepán-Kovács Misi
- Pásztor 1 – Szabó Igor
- Pásztor 2 – Bősz Mirkó
- Pásztor 3 – Tajti Dániel
- Bárány 1 – Fonyódi Titanilla
- Bárány 2 – Kótai Liza
- Csiga – Haraszi Alexandra
- Őzike – Sándor Rebeka
- Nyuszi – Szigetlaki Hanna

## Nézettség, bevétel
A nézettségi adatok szerint  130 122 jegyet adtak el rá, és ezzel az eredménnyel mintegy 209 899 641 Ft bevételt termelt a jegypénztáraknál. Ezzel a legtöbb bevételt termelő magyar film lett 2021-ben.

## Díjak
- Magyar Filmkritikusok Díja – különdíj (2022)[2]